# Pleurerythrops americana
Pleurerythrops americana is een aasgarnalensoort uit de familie van de Mysidae. De wetenschappelijke naam van de soort is voor het eerst geldig gepubliceerd in 1989 door Zoppi de Roa & Delgado.